# Hadena orizabena
Hadena orizabena är en fjärilsart som beskrevs av William Schaus 1898. Hadena orizabena ingår i släktet Hadena och familjen nattflyn. Inga underarter finns listade i Catalogue of Life.